# Fontaine-sur-Somme
Fontaine-sur-Somme là một xã ở tỉnh Somme, vùng Hauts-de-France, Pháp.

## Địa lý
Thị trấn này tọa lạc trên đường D3, khoảng 10 dặm Anh về phía đông nam của Abbeville bên tả ngạn sông Somme.

## Dân số
| 1962                                                           | 1968 | 1975 | 1982 | 1990 | 1999 |
| -------------------------------------------------------------- | ---- | ---- | ---- | ---- | ---- |
| 449                                                            | 456  | 448  | 401  | 434  | 469  |
| Số liệu điều tra dân số từ năm 1962, dân số không tính hai lần |      |      |      |      |      |